# Blefjell
Blefjell er et bjergområde på grænsen mellem Viken og Vestfold og Telemark fylker i Norge. Blefjell omfatter dele af de fem kommuner Rollag, Flesberg og Kongsberg i Buskerud og Notodden og Tinn i Telemark.

## Store Ble
Store Ble (også skrevet Store-Ble og Storeble) er det højestliggende område på Blefjell. Dette område ligger som en ryg i nord-sydgående retning og strækker sig fra Blenuten (1.213 moh.) (også kaldt Viermyrnuten og Sørkjenuten) i nord til Sigridsfjell (1.194 moh.) i syd og inkluderer alle de højeste toppe på Blefjell. Den højeste er Bletoppen (1.342 moh.). Der går mærkede stier mellem Nordstul og Numedalen Kro på Store Ble, og turistforeningen har to turisthytter beliggende der som hedder Sigridsbu og Eriksbu. Der går stiforbindelser mellem Blefjell og Vegglifjell fra Åkliskardet. Området ligger stort set over trægrensen og er hjem for Blefjells rensdyrstamme. 

## Vesle Ble
Vesle Ble (også skrevet Vesle-Ble og Vesleble) er området omkring Krøkla og østover. De lavereliggende områder af Vesle Ble er populære hytteområder som Blestølen, Fagerfjell, Blestua og Liatoppen. Vesle Ble er om vinteren populært blant skiløbere og er mere tilgængelig og mindre hårdt vejr end Store Ble.
Nogle regner Vesle Ble som en del af Store Ble, men det er ikke i tråd med den lokale tradition.